# Borna Barišić
Borna Barišić (Osijek, 10 de noviembre de 1992) es un futbolista croata que juega en la demarcación de defensa para el Trabzonspor de la Superliga de Turquía.

## Selección nacional
Fue convocado por primera vez con la selección de fútbol de Croacia para jugar los dos partidos de la China Cup 2017. Hizo su debut el 11 de enero de 2017 en un encuentro contra Chile que finalizó con un resultado de empate a uno tras los goles de Franko Andrijašević para Croacia, y de César Pinares para Chile. Su segundo encuentro con la selección se celebró dos días después para jugar contra China, donde repitió el empate a uno.

### Participaciones en Copas del Mundo
| Mundial      | Sede  | Resultado     | Partidos | Goles |
| ------------ | ----- | ------------- | -------- | ----- |
| Mundial 2022 | Catar | Tercer puesto | 1        | 0     |

## Clubes
| Club                            | País    | Año       | Partidos | Goles |
| ------------------------------- | ------- | --------- | -------- | ----- |
| N. K. BSK Bijelo Brdo           | Croacia | 2012-2013 |          |       |
| N. K. Osijek                    | Croacia | 2013-2015 | 52       | 3     |
| G. N. K. Dinamo Zagreb (cedido) | Croacia | 2015      | 1        | 0     |
| N. K. Lokomotiva                | Croacia | 2015-2016 | 20       | 0     |
| N. K. Osijek                    | Croacia | 2016-2018 | 72       | 5     |
| Rangers F. C.                   | Escocia | 2018-2024 | 236      | 10    |
| Trabzonspor                     | Turquía | 2024-2025 | 15       | 0     |
| C. D. Leganés (cedido)          | España  | 2025      | 1        | 0     |
| Trabzonspor                     | Turquía | 2025-     |          |       |

## Palmarés

### Títulos nacionales
| Título                     | Club          | País    | Año  |
| -------------------------- | ------------- | ------- | ---- |
| Scottish Premiership       | Rangers F. C. | Escocia | 2021 |
| Copa de Escocia            | Rangers F. C. | Escocia | 2022 |
| Copa de la Liga de Escocia | Rangers F. C. | Escocia | 2024 |